# Csehszlovák emigráns kormány
A csehszlovák emigráns kormány (másik változata „ideiglenes csehszlovák kormány") elnevezést a második világháború során brit kormány kezdte használni a csehszlovák Nemzeti Felszabadítási Bizottsággal kapcsolatban, hogy diplomáciai elismerést biztosítson a Csehszlovákia felszabadításáért küzdő mozgalomnak. Az elnevezést hamarosan Nagy-Britannia szövetségesei is átvették és a bizottságot a nácik által megszállt Csehszlovákia ideiglenes kormányának tekintették.
A bizottságot Edvard Beneš köztársasági elnök hozta létre 1939 októberében, Párizsban. Mivel a francia kormánnyal sikertelen tárgyalásokat folytattak a diplomáciai státusz elnyeréséért, és mivel 1940 májusában a németek megindították Franciaország elfoglalására irányuló hadjáratukat, Beneš úgy határozott, hogy Londonba telepíti át a bizottságot. Innen London bombázása elől 1941-ben Buckinghamshire-ben található Aston Abbots-ba települtek át és itt működtek a háború végéig.
A második világháború alatt az emigráns kormányt ismerték el a szövetségesek Csehszlovákia hivatalos kormányának, amely az ország felszabadításáért, a müncheni egyezmény következtében elvesztett területek visszaszerzéséért és az 1937-es határok visszaállításáért küzdött. Éppen ezért azok az országok, amelyek diplomáciai kapcsolatot létesítettek a bizottsággal, az 1918-ban megalapított első Csehszlovák Köztársaság jogutódjának tekintették.

## Bizottságból kormány

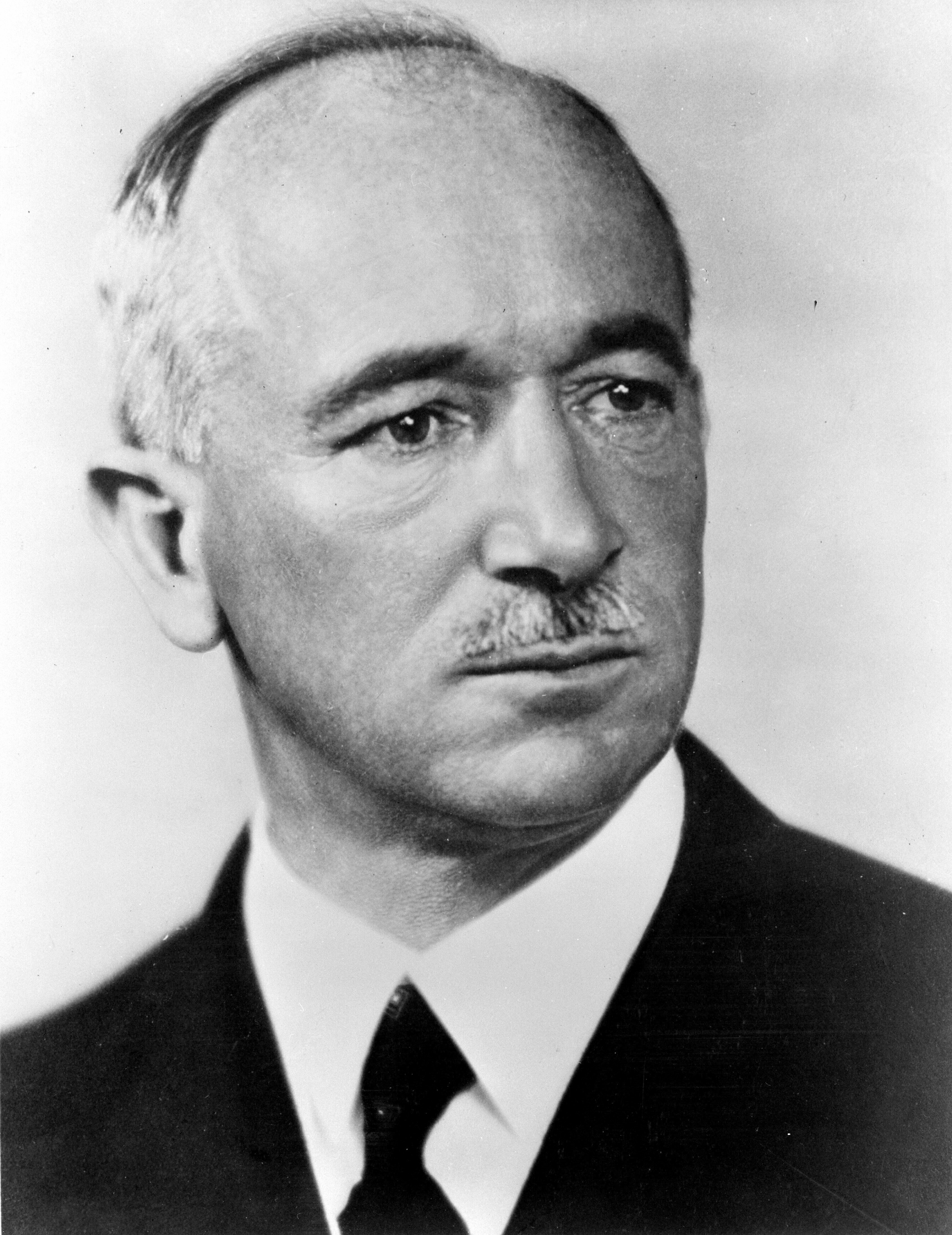
Edvard Beneš államfő

Az első köztársaság feldarabolását lehetővé tévő müncheni egyezmény aláírása után, amely Szudétavidék-et Németországnak ítélte, Edvard Beneš köztársasági elnök úgy ítélte meg, hogy a köztársaság bukása fait accompli és lemondott tisztségéről. Először az Amerikai Egyesült Államokba, a University of Chicago-n kialakult közösségbe menekült, amely elődjét, Tomáš Masaryk-ot is támogatta. Amerikai tartózkodása során azonban folyamatosan biztatták, hogy térjen vissza Európába és alakítson egy ellenkormányt a nácikkal együttműködő cseh kormány ellenében. Beneš ezért Párizsba utazott korábbi kormányának számos tagjával. Miután a második világháborús harccselekmények ténylegesen megkezdődtek Lengyelország lerohanásával, a csoport felvette a Cseh Nemzeti Bizottság („Československý národní výbor”) és rögvest erőfeszítéseket tett arra, hogy Csehszlovákia emigráns kormányának elismerjék. 1939. végére mind Franciaország, mind Nagy-Britannia elismerte a bizottság fennhatóságát arra, hogy nemzetközi szerződéseket kössön – az előbbi november 13-án, az utóbbi 1939. december 20-án - de nem ismerték még el, hogy azokat Csehszlovákia hivatalos képviselőjeként kötötték.
A francia kormány jelentette a legnagyobb akadályt a bizottság diplomáciai elismerése előtt. Édouard Daladier kormánya ambivalens politikát folytatott Csehszlovákiával és a bizottsággal szemben – bár úgy vélték, hogy a Hitlerrel való tárgyalások nem akadályozhatják meg a háború kitörését, mégis követték a brit miniszterelnök, Neville Chamberlain tárgyalásos stratégiáját. Miután Németország lerohanta Lengyelországot, a francia kormány még mindig nem döntötte el, hogy a nácik vagy a szovjetek jelentik a nagyobb fenyegetés. Ugyanígy, a francia kormány hivatalosan elismerte a bizottság működését, de nem tettek semmilyen lépést a bizottság vagy Beneš diplomáciai státuszának megítélése felé és a háború utáni Csehországgal kapcsolatban több opciót is elképzelhetőnek tartottak.
Ennek egyik oka a nácik által létrehozott, független Szlovákia (1939–1945) volt – a francia kormány joggal gondolta, hogy Beneš és a bizottság nem képviseli teljes mértékben a korábbi Csehszlovákiát. A francia kormány diplomáciája ezért igyekezett elkerülni, hogy Beneš és az első Köztársaság visszaállításának ügye mellett elkötelezze magát. Mivel azonban Beneš volt az emigrációba menekült csehek, és ami még fontosabb, a cseh hadsereg volt katonáinak elismert vezetője, végül mégis a franciák voltak, akik az első hivatalos, kormányközi szerződést megkötötték a bizottsággal. Az 1939. október 2-án aláírt dokumentum engedélyezte a cseh hadsereg újjáalakítását francia földön. Ennek eredményeként a cseh hadsereg I. hadosztályának egységei a francia csapatokkal együtt harcoltak 1940 májusában a németek ellen.
Végeredményben a franciaországi hadjárat (Fall Gelb) során elszenvedett szövetséges vereség járult hozzá a bizottság és Beneš ambícióinak beteljesüléséhez. Neville Chamberlain bukása és a harmadik francia köztársaság kapitulációja után Beneš elérkezettnek látta az időt, hogy Londonba települjön, míg az újonnan megválasztott brit miniszterelnök, Winston Churchill sokkal tisztább álláspontot képviselt a cseh kérdésben, mint elődei. Churchill azonnal elismerte Beneš-t, mint az emigráns cseh kormány képviselőjét - bár hivatalosan nem ismerte el, hogy az Első Köztársaság kormányának jogutóda lenne. Éppen ezért a bizottság 1941 áprilisában további nyomást gyakorolt a britekre, és 18-án egy levelet küldtek a brit kormánynak, amelyben azt kérvényezték, hogy minden további egyezményt "csakúgy, mint 1938 szeptembere előtt, a Csehszlovák Köztársaság nevében írhasson alá". A brit külügyminiszter, Anthony Eden 1941. július 18-án járult hozzá ehhez.
Az Egyesült Államok és a Szovjetunió egy évvel később ugyanígy rákényszerültek, hogy elismerjék Beneš-t és az emigráns kormányt, miután Szlovákia mindkét országnak hadat üzent. Miután a pozsonyi szlovák kormány a nácik rendíthetetlen szövetségese volt és megszakított minden kapcsolatot a nagyhatalmakkal, az egyetlen diplomáciai lehetőség az volt, hogy az emigráns kormánnyal felvegyék a hivatalos kapcsolatokat.
Most már csak Beneš másik célkitűzését kellett elérni, vagyis hogy a nagyhatalmak az emigráns kormányt az első köztársaság jogutódjának ismerjék el. Erre 1942 tavaszáig kellett várni, amikor hat hónapi tervezés után, 1942. május 27-én Prágában a SOE által kiképzett két ügynök, Jozef Gabčík és Jan Kubiš cseh ellenállók meggyilkolták Reinhard Heydrich-et, a Cseh-Morva Protektorátus vezetőjét. Megtorlásul a nácik ezreket végeztek ki Csehszlovákiában, de az angol és a francia kormány hivatalosan is felmondta a müncheni egyezményt és de jure elismerte a Beneš-kormányt, mint az első köztársaság hivatalos jogutódját.

## Az emigráns kormány tervei a háború utáni időszakra
A müncheni egyezményt és Csehszlovákia feldarabolását a Szudétavidéken élő német kisebbség nevében kényszerítették ki a nyugati nagyhatalmak és Németország, ezért a háború utolsó éveiben Beneš terveket dolgozott ki a német kisebbség kérdésének megoldására. A szövetséges nagyhatalmak jóváhagyásával kidolgozta a háború utáni népességcsere megoldását.
Emellett, mivel 1938-ban úgy érezte, hogy a nyugati nagyhatalmak cserben hagyták, Beneš eltökélte magát, hogy szorosabb kapcsolatokat fog kiépíteni Lengyelországgal és a Szovjetunióval, hogy bármilyen jövőbeni német agresszió ellen megvédje Csehországot. A szovjetek azonban elleneztek egy háromoldalú csehszlovák-lengyel-szovjet egyezményt és ezért 1943 decemberében Beneš csak a Szovjetunióval kötött szerződést.

## A háború után
Beneš részben azért is törekedett baráti viszonyt fenntartani a Szovjetunióval, hogy elejét vegye a kommunista hatalomátvételnek a háború után. Emellett igyekezett bevonni az Egyesült Királyságban élő cseh kommunista emigránsokat is a kormány tevékenységébe és olyan messzemenő engedményeket tett, mint a nehézipar államosítása vagy helyi népi bizottságok megalakítása a háború után. 1945 márciusában kormányzati szerepet adott számos, Moszkvában élő cseh kommunista politikusnak.

## A cseh nemzeti bizottság tagjai (1939. november 17.)
- Elnök - Dr. Eduard Beneš
- Miniszterelnök - Jan Šrámek
- Sergej Ingr tábornok
- Rudolf Viest tábornok
- Dr. Štefan Osuský
- Eduard Outrata
- Hubert Ripka
- Juraj Slávik

## A Winston Churchill által elismert első emigráns kormány tagjai (1940. július 21.)
- Elnök - Dr. Eduard Beneš
- Miniszterelnök - Jan Sramek
- Külügyminiszter - Jan Masaryk
- Belügyminiszter - Juraj Slávik
- Pénzügyminiszter - Eduard Outrata
- Honvédelmi miniszter - Sergei Ingr tábornok
- Gazdasági miniszter - Jaromír Nečas
- Szociális miniszter - Frantisek Nemec
- Államminiszter - Jan Bečka

## Anthony Eden brit külügyminiszter által elismert hivatalos emigráns kormány tagjai (1941. július 18.)
- Elnök - Dr. Eduard Beneš
- Miniszterelnök - Jan Sramek
- Külügyminiszter - Jan Masaryk
- Belügyminiszter - Juraj Slávik
- Pénzügyminiszter - Eduard Outrata
- Honvédelmi miniszter - Sergei Ingr tábornok
- Gazdasági miniszter - Jaromír Nečas
- Államminiszter - Jan Bečka, Hubert Ripka, Rudolf Viest tábornok, Ján Lichner, Jaroslav Stransky

## Az amerikai és a szovjet kormány által elismert cseh emigráns kormány tagjai (1942. november 12.)
- Elnök - Dr. Eduard Beneš
- Miniszterelnök - Jan Sramek
- Külügyminiszter - Jan Masaryk
- Belügyminiszter - Juraj Slávik
- Igazságügyminiszter - Jaroslav Stránský
- Pénzügyminiszter - Ladislav Karel Feierabend
- Honvédelmi miniszter - Sergei Ingr tábornok
- Gazdasági miniszter - Jaromír Nečas
- Szociális miniszter - Ján Bečko
- Mezőgazdasági és közmunkaügyi minister - Jan Lichner
- Ipari, kereskedelmi és külkereskedelmi minister - František Němec
- Államminiszter - Hubert Ripka, Rudolf Viest tábornok

## A felszabadulás utáni első csehszlovák kormány tagjai (1945. április 4.)
- Elnök - Dr. Eduard Beneš
- Miniszterelnök - Zdeněk Feirlinger
- Miniszterelnök-helyettesek - Josef David, Klement Gottwald, Viliam Široký, Jan Šrámek, Ján Ursíny
- Külügyminiszter - Jan Masaryk
- Honvédelmi miniszter - Ludvík Svoboda tábornok
- Külkereskedelmi miniszter - Hubert Ripka
- Belügyminiszter - Václav Nosek
- Pénzügyminiszter - Vavro Šrobár
- Oktatási miniszter - Zdeněk Nejedly
- Igazságügyminiszter - Jaroslav Stransky
- Tájékoztatási miniszter - Václav Kopecký
- Ipari miniszter - Bohumil Laušman
- Mezőgazdasági miniszter - Július ĎuriŠ
- Belkereskedelmi miniszter - Ivan Pietor
- Közlekedési miniszter - Antonin Hasal tábornok
- Postaügyi miniszter - Franz Hall
- Munkaügyi és szociális miniszter - Dr. Joseph Soltész
- Egészségügyi miniszter - Adolf Procházka
- Táplálkozási miniszter - Vaclav Majer